# György Klimó
György Klimó (Dolný Lopašov, 9 aprile 1710 – Pécs, 2 maggio 1777) è stato un vescovo cattolico ungherese.
Fu vescovo di Pécs e promosse l'arte e la cultura in Ungheria.

## Biografia
Nato nel 1710 a Dolný Lopašov, nel comitato di Nyitra, da una povera famiglia di servi della gleba, aveva condotto gli studi a Trnava.
Ordinato sacerdote dal primate d'Ungheria Imre Esterházy dei padri eremiti di San Paolo (1663-1745) nel 1733 (per altre fonti nel 1735), nel 1737 era diventato canonico a Presburgo, facendosi apprezzare anche dalla regina d'Ungheria Maria Teresa, che nel 1747 lo avrebbe nominato referendario della Cancelleria ungherese.
Nel 1751 fu scelto per ricoprire la carica di vescovo di Pécs e quella di "főispán" (ovvero conte perpetuo) della contea di Tolna e Baranya (la cerimonia di investitura si tenne a Pest nel 1752). Pécs ebbe così alla guida della sua diocesi "un grande promotore della cultura", "uno dei personaggi di più ampie vedute di tutto il periodo barocco ungherese".  Durante il suo episcopato, Klimó si mostrò sempre molto attento ai bisogni della sua diocesi, preparando con cura le visite pastorali. Fece costruire circa 70 nuove chiese e 63 scuole popolari, incrementò gli studi nel locale seminario, dove - tra 1751 e 1754 – insegnò teologia anche l'illustre scolopio Antal Bajtay (1771-1773).
Nel 1771 riuscì a far impiantare sui suoi possedimenti una cartiera e nel 1773 aprì anche una tipografia. Klimó inviò i migliori elementi del suo clero diocesano a studiare al Collegio Germanico-Ungarico di Roma.

## Genealogia episcopale e successione apostolica
La genealogia episcopale è:
- Cardinale Sigismund Kollonitsch
- Arcivescovo František Xaver Klobušický
- Vescovo György Klimó

La successione apostolica è:
- Vescovo Matej Franjo Kertiza (1774)